# Željka Cvijanović
Željka Cvijanović z domu Grabovac (serb. Жељка Цвијановић; ur. 2 sierpnia 1967 w Tesliciu) – serbska polityk z Bośni i Hercegowiny, od 12 marca 2013 r. do 15 listopada 2018 premier Republiki Serbskiej. Od 19 listopada 2018 do 15 listopada 2022 prezydent Republiki Serbskiej. Od 16 listopada 2022 do 16 lipca 2023 i ponownie od 16 listopada 2024 do 16 lipca 2025 przewodnicząca Prezydium Bośni i Hercegowiny. Pierwsza w historii kobieta na tych trzech stanowiskach (premiera i prezydenta Republiki Serbskiej oraz przewodniczącego prezydium BiH).

## Życiorys
Cvijanović jest z wykształcenia anglistką, absolwentką Uniwersytetu w Sarajewie. Ukończyła również studia podyplomowe z zakresu prawa międzynarodowego na Uniwersytecie w Banja Luce. Przed rozpoczęciem kariery politycznej była wykładowczynią anglistyki na uczelniach wyższych. 
W gabinecie Republiki Serbskiej, kierowanym przez premiera Aleksandara Džombicia, zajmowała stanowisko ministra ds. stosunków gospodarczych i współpracy regionalnej. Należy do ugrupowania pod nazwą Sojusz Niezależnych Socjaldemokratów (SNDS), łączącego idee socjaldemokratyczne z elementami serbskiego nacjonalizmu. SNDS jest największą spośród partii tworzących koalicję parlamentarną, na której opierał się rząd Cvijanović.